# Zalea uda
Zalea uda är en tvåvingeart som beskrevs av Mcalpine 2007. Zalea uda ingår i släktet Zalea och familjen Canacidae. Inga underarter finns listade i Catalogue of Life.